# Wiktorija Stiopina
Wiktorija Stiopina, ukr. Вікторія Стьопіна (ur. 21 lutego 1976 w Zaporożu) – ukraińska skoczkini wzwyż. 
Na igrzyskach olimpijskich w Atenach w 2004 zajęła trzecie miejsce w tej dyscyplinie, pokonując wysokość 2,02 m i ustanawiając własny rekord życiowy. Była również uczestniczką igrzysk olimpijskich w Atlancie (1996), igrzysk olimpijskich w Pekinie (2008) i igrzysk olimpijskich w Londynie (2012) – w każdym z tych występów zajmowała odleglejsze lokaty.

## Osiągnięcia
- 3. miejsce podczas Halowego Pucharu Europy (Lipsk 2004)
- brązowy medal Igrzysk Olimpijskich w Atenach (2004)
- 2. miejsce na Światowym Finale IAAF (Monako 2004)
- 5. miejsce w zawodach superligi drużynowych mistrzostw Europy (Bergen 2010)
- 6. miejsce w mistrzostwach Europy (Barcelona 2010)
- wielokrotna mistrzyni Ukrainy